# Охота на Большую Медведицу
«Охота на Большую Медведицу» — маленький рассказ писателя-фантаста Александра Беляева, написанный в 1927 году и напечатанный в журнале «Знание-сила».

## Сюжет
Трое американских охотников сидят ночью у костра и разговаривают. Один из них начинает рассказывать необыкновенную историю, которая произошла с ним и его другом-учёным. Однажды он показал охотнику созданное им ружьё. Весь секрет был в пуле: она стреляла при помощи распадения атомов. Учёный выстрелил такой пулей и вдруг сзади получил сквозное ранение пулей. Затем пуля пробила шляпу охотнику. Позже друзья поняли: пуля была настолько сильна, что облетела вокруг земли и попала в учёного, затем ещё раз. Они предупредили об опасности мир.
Пуля ранила многих людей, сбивала с голов шляпы и разбивала чашки в руках. В конце концов, учёный сделал ещё одну пулю и пустил её напротив первой, точно всё рассчитав. Пули столкнулись, и их осколки улетели в космос, в сторону Большой Медведицы.

## Экранизации
1. 2010 — «Охота на Большую Медведицу»